# Provincia de Tarlac
Tarlac (en filipino: Lalawigan ng Tarlac; en pangasinense: Luyag na Tarlac; en pampango: Lalawigan ning Tarlac; en inglés: Tarlac Province) es una provincia continental de las Filipinas situada en la región de Luzón Central. Su capital es la ciudad de Tarlac.

## Geografía

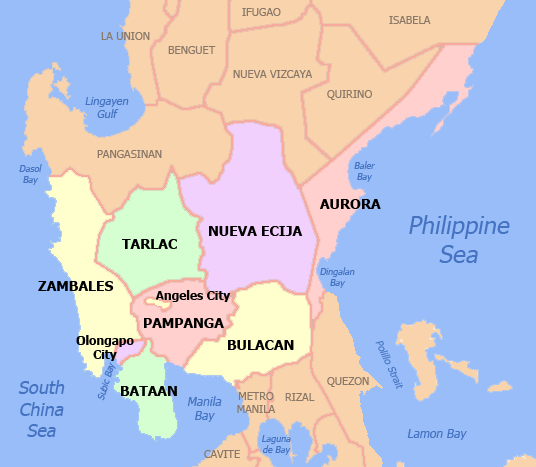
Situación de la provincia en la región.

Tarlac linda al norte con Pangasinán, a sur con La Pampanga, al este con   Nueva Écija y al oeste con Zambales.
Su suelo es llano al este, montañoso y en parte volcánico al oeste en los Montes Zambales. Los terrenos son calizos, arcillosos, arenosos con capas de mantillo, y no  es raro topar, hacia el este con algunos fósiles situados a  bastante altitud.

### Demografía
A finales del siglo XIX poblaban sus  2.277 km²  unos 89,339 habitantes empadronados, pertenecientes a las mismas razas de los de Pangasinán y La Pampanga.

"...La cabecera es Tárlac, situada no muy lejos del nacimiento del río de este nombre, afluente del Agno. Tiene unos 12,700 habitantes. Los pueblos más importantes son: Paniqui, en la orilla derecha del Agno, de 11,200 almas; Gerona, al N. de Tárlac, de unas 9,600; Victoria, al NE. de Tárlac, cerca de la laguna de Cañaren, de 12,645; La Paz, cerca del río Chico de la Pampanga, al SE. de Tárlac, de cerca de 1,721; Concepción, al S. de Tárlac, de 18,671; Capas, cerca de Concepción, de unas 3,865; San Miguel de Camiling, Santa Ignacia y Moñones, pueblos situados entre el río Tárlac y la cordillera de Zambales, de bastante población, especialmente San Miguel, al cual dan algunos autores hasta 18,000 almas. El número total de pueblos es 17 con 59 barrios..."
El Archipiélago Filipino, 1900.

Conforme al censo del año 2000 la provincia contaba con una población de  1,068,783 habitantes, que ocupan un área de 3.053,40 km².

## Idiomas
Se habla generalmente el pampango por el Sur y el pangasinán por el Norte, mientras que por la parte de Gerona se habla bastante el ilocano.

## Economía
Agrícola (arroz, azúcar de caña, maíz, coco, berenjena, cebolla, ajo, mango, banana, lima), mineral (manganeso, hierro).

## División Política
Políticamente la provincia de Tarlac se divide en 17 municipios y 1 ciudad Tarlac. Cuenta con 511 barangays. 
Consta de 3 distritos para las elecciones al Congreso.
| Ciudad/Municipio | N.º de Barangays | Población (2010) | Área (km²) | Código    |
| ---------------- | ---------------- | ---------------- | ---------- | --------- |
| Anao             | 18               | 10.873           | 23.87      | 036901000 |
| Bamban           | 15               | 62.413           | 251.98     | 036902000 |
| Camiling         | 61               | 80.241           | 140.53     | 036903000 |
| Capas            | 20               | 125.852          | 376.39     | 036904000 |
| Concepción       | 45               | 139.832          | 242.99     | 036905000 |
| Gerona           | 44               | 83.084           | 128.89     | 036906000 |
| La Paz           | 21               | 60.982           | 114.33     | 036907000 |
| Mayantoc         | 24               | 29.987           | 311.42     | 036908000 |
| Moncada          | 37               | 56.183           | 85.75      | 036909000 |
| Paniqui          | 35               | 87.730           | 105.16     | 036910000 |
| Pura             | 16               | 22.949           | 31.01      | 036911000 |
| Ramos            | 9                | 20.249           | 24.40      | 036912000 |
| San Clemente     | 12               | 12.510           | 42.10      | 036913000 |
| San Manuel       | 15               | 24.289           | 42.10      | 036914000 |
| Santa Ignacia    | 24               | 43.787           | 146.07     | 036915000 |
| Tarlac           | 76               | 318.332          | 274.66     | 036916000 |
| Victoria         | 26               | 59.987           | 111.51     | 036917000 |
| San José         | 13               | 33.960           | 581.81     | 036918000 |

## Historia
El nombre de Tarlac, pronunciado anteriormente como Tárlac, proviene de la hispanizacción de la palabra indígena malatarlak que se refiere a una  mala hierba. El territorio que hoy ocupa esta provincia fue originalmente  parte de las provincias de La Pampanga y Pangasinán. La provincia fue creada el año de 1874, siendo Gobernador de Filipinas Juan Alaminos y Vivar.